# Lijst van voetbalinterlands Comoren - Zimbabwe
Deze lijst van voetbalinterlands is een overzicht van alle officiële voetbalwedstrijden tussen de nationale teams van de Comoren en Zimbabwe. De landen hebben tot op heden vier keer tegen elkaar gespeeld. De eerste ontmoeting, een kwalificatiewedstrijd voor het African Championship of Nations 2016, werd gespeeld in Harare op 21 juni 2015. Het laatste duel, een groepswedstrijd tijdens de COSAFA Cup 2024, vond plaats op 27 juni 2024 in Port Elizabeth (Zuid-Afrika).

## Wedstrijden
| № | Plaats         | Datum        | Competitie                                        | Wedstrijd          | Uitslag |
| - | -------------- | ------------ | ------------------------------------------------- | ------------------ | ------- |
| 1 | Harare         | 21 juni 2015 | African Championship of Nations 2016 kwalificatie | Zimbabwe − Comoren | 2 − 0   |
| 2 | Moroni         | 4 juli 2015  | African Championship of Nations 2016 kwalificatie | Comoren − Zimbabwe | 0 − 0   |
| 3 | Durban         | 1 juni 2019  | COSAFA Cup 2019                                   | Zimbabwe − Comoren | 2 − 0   |
| 4 | Port Elizabeth | 27 juni 2024 | COSAFA Cup 2024                                   | Zimbabwe − Comoren | 1 − 0   |

## Samenvatting
| Competitie                                   | Totaal gespeeld | Winst Comoren | Gelijk | Winst Zimbabwe | Doelsaldo Comoren – Zimbabwe |
| -------------------------------------------- | --------------- | ------------- | ------ | -------------- | ---------------------------- |
| African Championship of Nations-kwalificatie | 2               | 0             | 1      | 1              | 0 − 2                        |
| COSAFA Cup                                   | 2               | 0             | 0      | 2              | 0 − 3                        |
| Totaal                                       | 4               | 0             | 1      | 3              | 0 − 5                        |

Wedstrijden bepaald door strafschoppen worden, in lijn met de FIFA, als een gelijkspel gerekend.
FCF · Comorees vrouwenelftal

Interlands
Tegenstander:
Angola ·
Botswana ·
Burkina Faso ·
Burundi ·
Centraal-Afrikaanse Republiek ·
Djibouti ·
Egypte ·
Ethiopië ·
Gabon ·
Gambia ·
Ghana ·
Guinee ·
Ivoorkust ·
Jemen ·
Kaapverdië ·
Kameroen ·
Kenia ·
Lesotho ·
Libië ·
Madagaskar ·
Malawi ·
Malediven ·
Mali ·
Marokko ·
Mauritanië ·
Mauritius ·
Mozambique ·
Namibië ·
Oeganda ·
Palestina ·
Seychellen ·
Sierra Leone ·
Swaziland ·
Togo ·
Tsjaad ·
Tunesië ·
Zambia ·
Zimbabwe ·
Zuid-Afrika
ZFA ·
Bondscoaches ·
Selecties · 
Topscorers · 
Zimbabwaans vrouwenelftal
1980 – 1989 · 
1990 – 1999 · 
2000 – 2009 · 
2010 – 2019 ·
2020 − 2029
1980 · 
1981 · 
1982 · 
1983 · 
1984 · 
1985 · 
1986 · 
1987 · 
1988 · 
1989 · 
1990 · 
1991 · 
1992 · 
1993 · 
1994 · 
1995 · 
1996 · 
1997 · 
1998 · 
1999 · 
2000 · 
2001 · 
2002 · 
2003 · 
2004 · 
2005 · 
2006 · 
2007 · 
2008 · 
2009 · 
2010 · 
2011 · 
2012 · 
2013 · 
2014 ·
2015 ·
2016 ·
2017 ·
2018 · 
2019 ·
2020 ·
2021 ·
2022 ·
2023
Algerije ·
Angola ·
Australië ·
Bahrein ·
Benin ·
Bosnië en Herzegovina · 
Botswana ·
Brazilië · 
Burkina Faso ·
Burundi ·
Centraal-Afrikaanse Republiek ·
China ·
Comoren ·
Congo-Brazzaville ·
Congo-Kinshasa ·
Djibouti ·
Egypte ·
Eritrea ·
Ethiopië ·
Gabon ·
Ghana ·
Guinee ·
Indonesië ·
Ivoorkust ·
Jordanië ·
Kaapverdië ·
Kameroen ·
Kenia ·
Koeweit ·
Lesotho ·
Liberia ·
Libië ·
Madagaskar ·
Malawi ·
Mali ·
Marokko ·
Mauritanië ·
Mauritius ·
Mozambique ·
Namibië ·
Nigeria ·
Oeganda ·
Oman ·
Rwanda ·
Qatar ·
Saoedi-Arabië ·
Senegal ·
Seychellen ·
Soedan ·
Somalië ·
Swaziland ·
Tanzania ·
Togo ·
Tunesië ·
Vietnam ·
Zaïre ·
Zambia ·
Zuid-Afrika · 
Zwitserland